# Mario Roberto Martínez
Mario Roberto Martínez (San Pedro Sula, 30 juli 1989) is een Hondurese voetballer.

## Clubcarrière
Martínez werd als voetballer opgeleid bij het Hondurese Real España. De aanvallend ingestelde middenvelder debuteerde in 2008 in de A-kern van de club. Een jaar later leende Real España hem uit aan het Noorse Vålerenga IF, maar daar brak Martínez nooit door.
In januari 2010 haalde RSC Anderlecht de middenvelder voor zes maanden op huurbasis naar België. Daar zag hij zijn landgenoot Víctor Bernárdez terug. Het lichtte de optie in zijn contract echter niet, waardoor hij na zes maanden het Constant Vanden Stockstadion weer moest verlaten. In 2014 werd hij verhuurd aan het Colombiaanse Barcelona SC. Een seizoen later, 2015-2016, werd hij na 4 verhuurperiodes verkocht aan het Egyptische ENPPI Club.

## Interlandcarrière
Martínez behoorde tot verschillende nationale jeugdploegen van Honduras. Zo nam hij in 2009 deel aan het WK onder 20 jaar in Egypte. Martínez was aanvoerder van de selectie die naar dat WK mocht.